# Ptecticus perochreus
Ptecticus perochreus är en tvåvingeart som beskrevs av James 1982. Ptecticus perochreus ingår i släktet Ptecticus och familjen vapenflugor.
Artens utbredningsområde är Panama. Inga underarter finns listade i Catalogue of Life.